# Józef Lueger
Józef Lueger Ritter von Thurnfeld (ur. 1747, zm. 1804 w Przemyślu) – ludwisarz, c.k. starosta (naczelnik powiatowy) w Sanoku (1790-1799) i Przemyślu (1794), otrzymał nobilitację z przydomkiem von Thurnfeld wydaną w Wiedniu w 1787. 
W roku 1794 uwięził Hugona Kołłątaja.